# Artère phrénique inférieure
Les artères phréniques inférieures (ou artères diaphragmatiques inférieures ou artères diaphragmatiques caudales) sont les deux premières collatérales de l’aorte abdominale.

## Origine
Les deux artères phréniques inférieures naissent de la face latérale de l'aorte abdominale juste après le passage de l'aorte par le hiatus aortique au niveau de la douzième vertèbre thoracique. En général la branche droite nait au-dessus de la branche gauche.

### Variations
Les deux branches peuvent naitre d'un tronc commun.

## Trajet
Une artère phrénique supérieure se dirige en dehors, en haut et en avant. Elle passe sous le péritoine pariétal postérieur et croise le pilier homolatéral du diaphragme.
La branche droite passe derrière la veine cave inférieure et la gauche passe derrière l’œsophage et le ligament arqué médian.

## Zone de vascularisation
Les artères phréniques supérieures se ramifient en de nombreuses branches terminales qui vascularisent la surface abdominale du diaphragme.

## Branches collatérales
Les artères phréniques supérieures donnent les artères supra-rénales supérieures qui vascularisent les glandes surrénales. Elles donnent également des branches qui vascularisent l’œsophage inférieur et le péritoine.

## Anastomoses
Les artères phréniques supérieures s'anastomosent avec les artères phréniques supérieures, les artères musculophréniques et les dernières artères intercostales.